# ویتتون-ل-ور
ویتتون-ل-ور (به انگلیسی: Witton-le-Wear) یک روستا و محله مدنی در بریتانیا است که در County Durham واقع شده‌است. ویتتون ل ور ۶۹۰ نفر جمعیت دارد.